# Shocking Heavy Metal
Shocking Heavy Metal (Originaltitel: Blood Tracks) ist ein schwedischer Horrorfilm von Mats Helge Olsson aus dem Jahr 1985. Es handelt sich um einen Slasher-Film mit Splatter-Elementen.

## Handlung
Vor 30 Jahren tötete eine Frau ihren betrunkenen Ehemann. Sie floh mit ihren minderjährigen Kindern und versteckte sich mit ihnen in einer alten Fabrik in den Bergen von Colorado. 
Die Glam-Metal-Band Solid Gold will in den verschneiten Bergen ein Musikvideo drehen. Mit einem Tross bestehend aus ihrem Manager John, einigen Groupies sowie den für das Video verantwortlichen Personen reisen sie an und werden von dem nahe gelegenen Dorf willkommen geheißen. Die Strecke bis zur einsamen Hütte in den Wäldern wurde extra für sie freigeräumt. In der Nähe befindet sich außerdem eine alte Fabrik, die sie ebenfalls für den Dreh nutzen möchten. Der Dreh beginnt im Schnee, doch das laute Playback löst einen Lawinenabgang aus. Die Band zieht sich mit ihrer Entourage in die Blockhütte zurück, wo erst einmal gefeiert wird. Es kommt jedoch zu einer weiteren Lawine, wobei der Gitarrist mit einem Groupie im Auto von einer weiteren Lawine überrascht wird, als es gerade heiß zur Sache geht. Der Rest befreit die beiden und die Party geht weiter. 
Als der Tontechniker beschließt, einen Lawinenabgang aufzunehmen, stößt er auf einen der Brüder der geflohenen Familie. Mittlerweile völlig verwildert lebt diese in der nahe gelegenen Fabrik. Der Bruder tötet den Tontechniker und erstattet der Mutter Bericht. Diese hetzt ihre Söhne auf die Band und ihre Entourage. Einer nach dem anderen muss sein Leben lassen. Als Suzie entführt wird, macht sich John auf den Weg, um sie mit seiner Schrotflinte zu befreien. Vorher trifft Suzie jedoch auf einen der Brüder, der noch nicht alle Menschlichkeit verloren hat. 
In den Gängen der Fabrik kommt es zum Showdown. Am Ende überleben nur John und Suzie sowie der gute Bruder. John und Suzie fliehen. Der Bruder verliert dabei einen Arm. Die letzte Szene zeigt ihn, wie er mit einer heißen Schaufel die Blutung stoppt. 

## Hintergrund
Der Film wurde entgegen der im Film genannten Location in den Bergen Colorados in Schweden gedreht. Neben Regisseur Mats Helge Olsson, der für seine billig produzierten Ninjafilme bekannt war, führte Pornoregisseur Derek Ford die Co-Regie. Bei der Band handelte es sich um die schwedische Hard-Rock-Band Easy Action, die zu jener Zeit in Schweden populär war. Kee Marcello schloss sich wenig später Europe an. Die Band löste sich kurz nach dem Film auf.
Der Film erschien in Deutschland als VHS von Highlight Video. Diese Version wurde am 31. März 1989 von der Bundesprüfstelle für jugendgefährdende Schriften indiziert. Die Indizierung wurde am 28. Februar 2014 aus der Liste gestrichen. Neuauflagen erfolgten von AVV und von Cmv-Laservision in der Trash-Collection.

## Rezeption
Das Lexikon des internationalen Films bezeichnete den Film als dilettantischen, aber sehr blutigen Horrorfilm und riet ab.
Haiko Herden von Haikos Filmlexikon bezeichnete den Film als eine Trashperle. Es sei „[i]nsgesamt ein Film, den man nicht gesehen haben muss, der aber Trashfreunden (…) mit Sicherheit viel Freude bringt.“